# Diethensdorf
Diethensdorf ist ein Ortsteil der Gemeinde Claußnitz im sächsischen Landkreis Mittelsachsen. Er wurde am 1. März 1994 eingemeindet.

## Geografie

### Geografische Lage und Verkehr

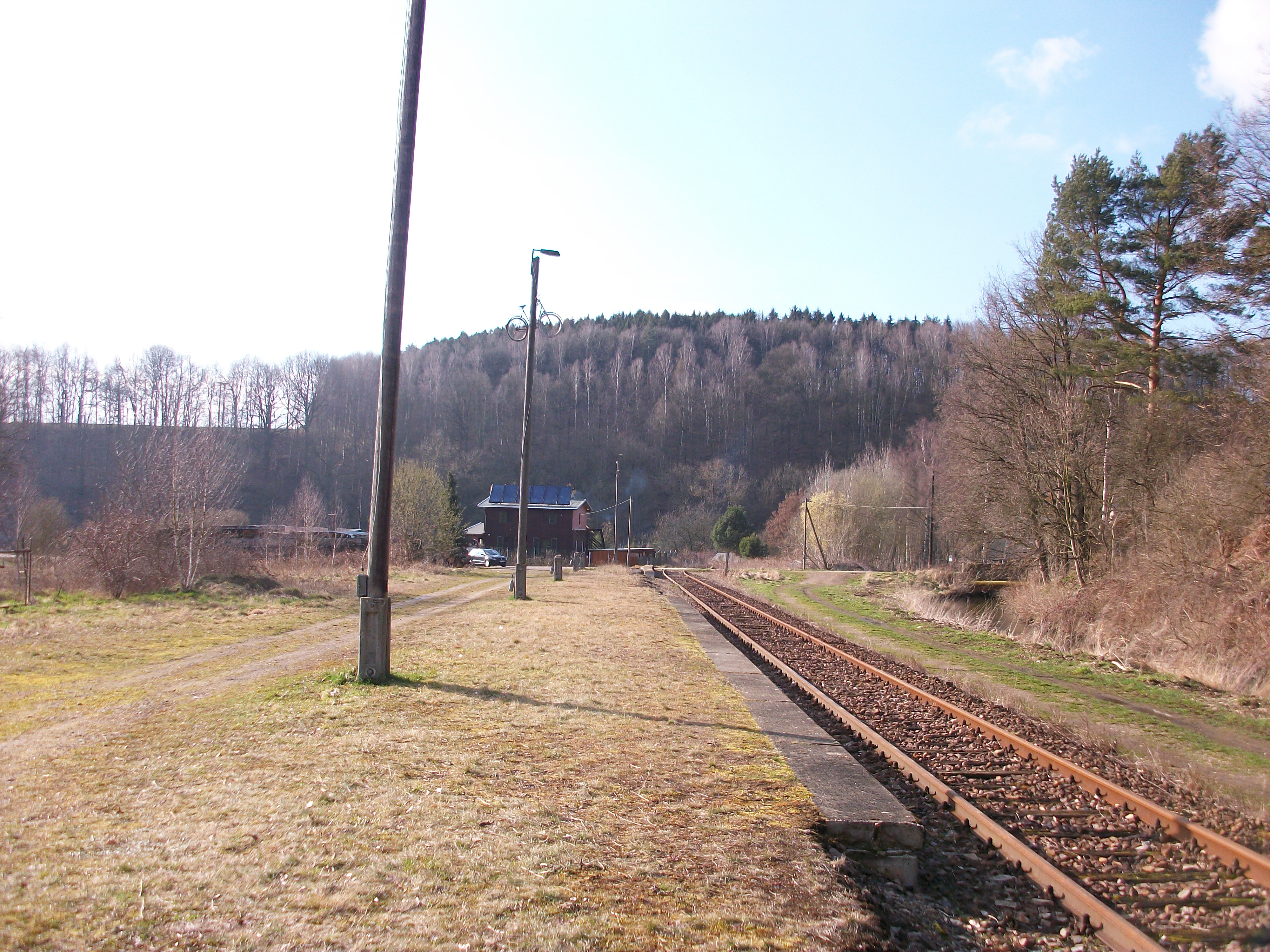
Haltepunkt Schweizerthal-Diethensdorf (2016), Endpunkt der Motordraisine

Diethensdorf befindet sich im Nordwesten der Gemeinde Claußnitz westlich des Königshainer Walds. Der Ort liegt in einem Seitental der Chemnitz, lediglich der untere Ortsteil befindet sich direkt an der Chemnitztalstraße. Westlich des Orts befindet sich der Granulitbruch Diethensdorf, südöstlich des Orts der Granitbruch Markersdorf.
Durch den Oberen Ortsteil von Diethensdorf verläuft die Bundesstraße 107, an der sich auch das Gewerbegebiet Diethensdorf befindet. Durch den benachbarten Königshainer Wald verläuft die Via Porphyria. Zwischen 1902 und 1998 besaß Diethensdorf mit dem Haltepunkt Schweizerthal–Diethensdorf eine Bahnstation an der 2001 stillgelegten Bahnstrecke Wechselburg–Küchwald (Chemnitztalbahn). Heute ist dieser Endpunkt des mit einer Motordraisine betriebenen Chemnitztal-Expresses, der vom Museumsbahnhof Markersdorf–Taura über den Amselgrund und die zwei Chemnitztalviadukte nach Schweizerthal–Diethensdorf führt. In der Nähe befindet sich der stillgelegte Mohsdorfer Tunnel.

### Nachbarorte
| Stein im Chemnitztal       | Wiederau                                    | Königshain |
|                            | Kompassrose, die auf Nachbargemeinden zeigt |            |
| Mohsdorf mit Schweizerthal | Markersdorf                                 | Claußnitz  |

## Geschichte

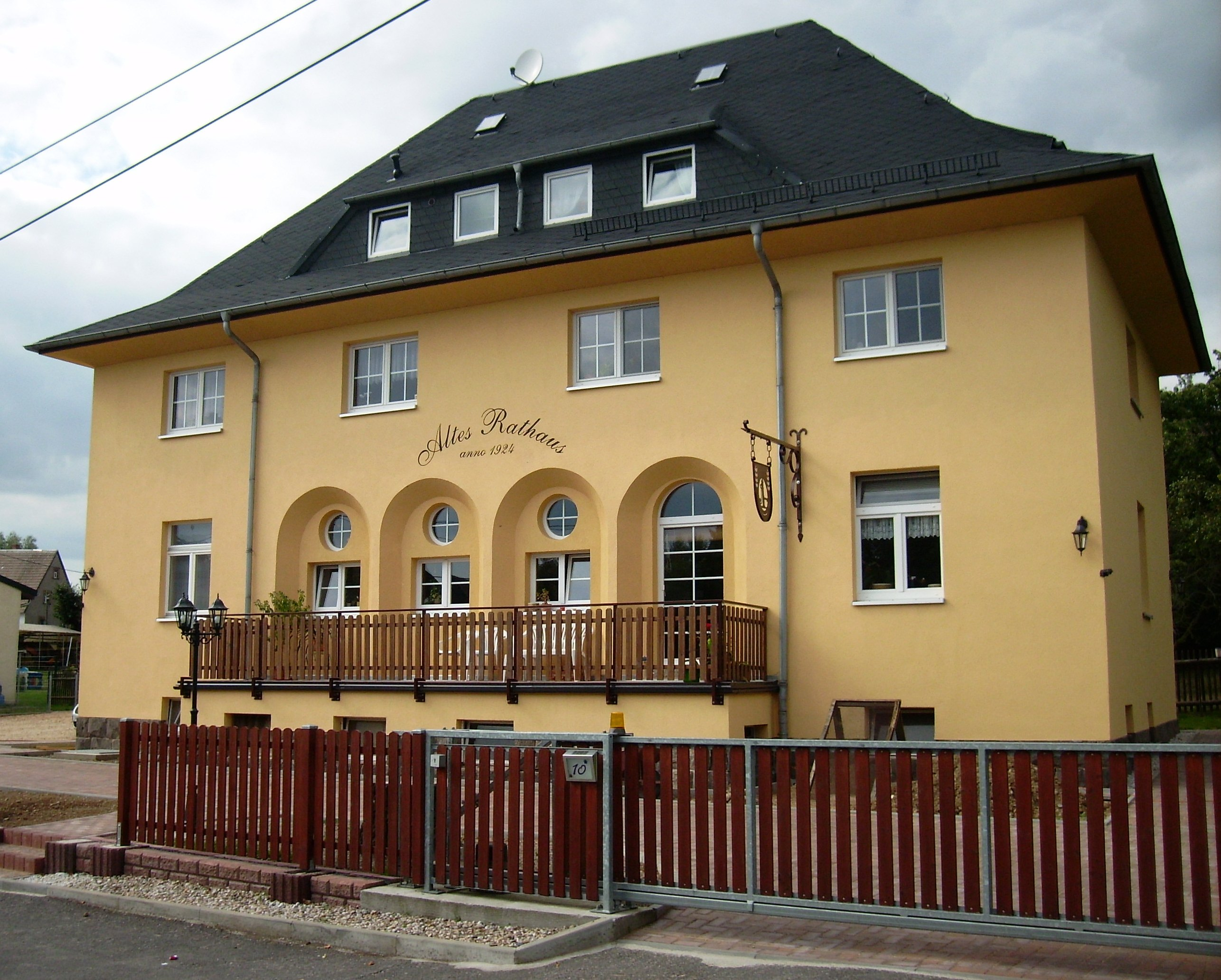
Altes Rathaus Diethensdorf

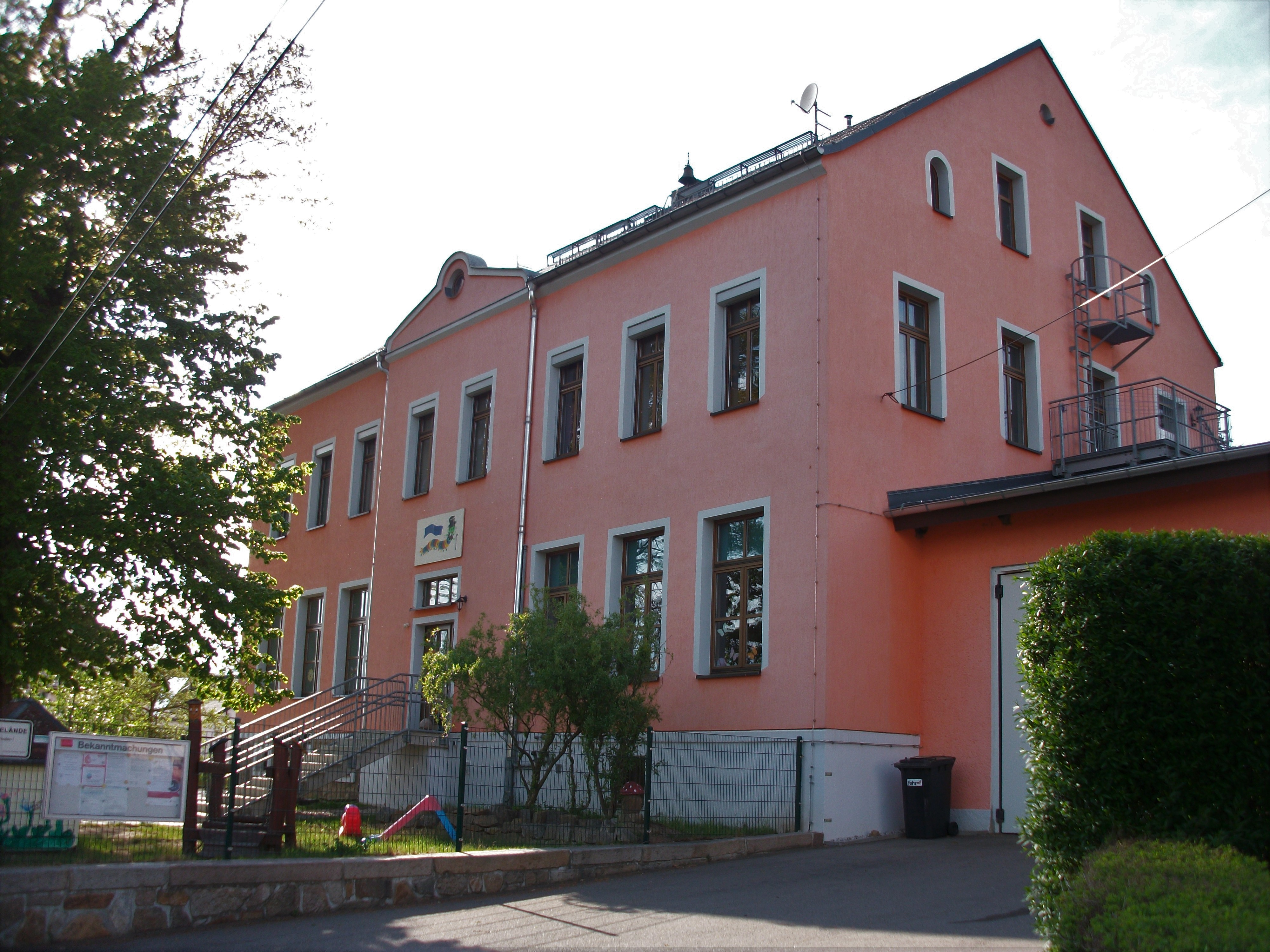
Kindergarten Diethensdorf (ehemalige Schule)

Das Waldhufendorf Diethensdorf wurde im Jahr 1486 erstmals urkundlich als  Dythmannsdorf  erwähnt. Der Ort gehörte ursprünglich zum Besitz des Klosters Zschillen, das im Jahr 1543 mit dem gesamten Besitz an Herzog Moritz von Sachsen kam. Dieser säkularisierte es umgehend und vertauschte es an die Herren von Schönburg gegen die Orte Hohnstein, Wehlen und Lohmen in der heutigen Sächsischen Schweiz. Daher kam für den Ort und die Klosteranlage der Name Wechselburg auf. Seitdem wurde Diethensdorf als Amtsdorf der schönburgischen Herrschaft Wechselburg geführt, welche den Herren von Schönburg unter wettinischer Oberhoheit gehörte. Kirchlich gehört Diethensdorf seit jeher zu Claußnitz. Bis 1760 gingen die Diethensdorfer Schüler nach Claußnitz zur Schule oder sie wurden von einem Gerichtsschöppen unterrichtet. Seit 1762 hatte der Ort einen ersten öffentlichen Lehrer. Im Rahmen der administrativen Neugliederung des Königreichs Sachsen wurde Diethensdorf als Teil der schönburgischen Lehnsherrschaft Wechselburg im Jahr 1835 der Verwaltung des königlich-sächsischen Amts Rochlitz unterstellt. Im Jahr 1856 kam Diethensdorf zum Gerichtsamt Burgstädt und 1875 an die neu gegründete Amtshauptmannschaft Rochlitz. Die „Andreasschule“ in der heutigen Rathausstraße 6 wurde im Jahr 1860 geweiht. In den Jahren 1888/1889 entstand das Schulgebäude, in dem heute der Kindergarten untergebracht ist. In der zweiten Hälfte des 19. Jahrhunderts erfolgte die verkehrstechnische Erschließung des Chemnitztals, von der auch Diethensdorf profitierte. An der im Jahr 1902 eröffneten Bahnstrecke Wechselburg–Küchwald (Chemnitztalbahn) erhielt der Ort eine Station mit der Bezeichnung Schweizerthal–Diethensdorf.
Durch die zweite Kreisreform in der DDR kam die Gemeinde Diethensdorf am 25. Juli 1952 zunächst zum Kreis Rochlitz, sie wurde jedoch am 4. Dezember 1952 dem Kreis Chemnitz-Land im Bezirk Chemnitz (1953 in Kreis Karl-Marx-Stadt-Land und Bezirk Karl-Marx-Stadt umbenannt) angegliedert. Seit 1951 gingen die Diethensdorfer Schüler ab der 5. Klasse nach Claußnitz in die Schule. Im Jahr 1971 erfolgte die Schließung der Teiloberschule Diethensdorf. In der ehemaligen Schule des Orts befindet sich heute ein Kindergarten.
Seit 1990 gehörte Diethensdorf zum sächsischen Landkreis Chemnitz Am 1. März 1994 erfolgte der Zusammenschluss der Gemeinden Claußnitz, Diethensdorf und Markersdorf zur Gemeinde Claußnitz. Infolge der sächsischen Kreisreform kam die Gemeinde Claußnitz mit ihren Ortsteilen im August 1994 zum neu gebildeten Landkreis Mittweida und im Jahr 2008 nach einer weiteren Kreisreform zum heutigen Landkreis Mittelsachsen. Mit der Einstellung des Personenverkehrs auf der Chemnitztalbahn wurde im Jahr 1998 der Haltepunkt Schweizerthal-Diethensdorf außer Betrieb genommen. Nach der Übernahme des Streckenabschnitts vom Bahnhof Markersdorf-Taura zum Haltepunkt Schweizerthal-Diethensdorf mit dem Amselgrund und den beiden Chemnitzbrücken durch den Verein „Eisenbahnfreunde Chemnitztal e. V.“ ist die Station Endpunkt des Chemnitztal-Expresses. Neben der Trasse entstand im Jahr 2019 der Chemnitztalradweg.